# Mahé (Inde)
Pour les articles homonymes, voir Mahé.
Mahé (en malayalam : മാഹി; en tamoul : மாகே) ou Mayyali, est une ville du territoire de Pondichéry, en Inde, chef-lieu du district homonyme.

## Géographie
Mahé est bordée au sud-ouest par la mer d'Arabie, au nord par le fleuve Mayyazhipuzha (ou Rivière de Mahé) et entourée de collines calcaires d'altitude moyenne. Le district comprend également la petite enclave de Kallayi. La ville est à 8 km au sud de Tellicherry ou Thalasserry.
Contrairement aux autres districts (Kârikâl, Yanaon, Pondichéry), anciens Établissements français de l'Inde, Mahé est située sur la côte de Malabar, dans la région du même nom (le Malabar). Elle se trouve approximativement à 630 km à l'ouest de Pondichéry par la route.
On y parle le malayâlam, qui est la langue indigène, mais aussi le télougou, le tamoul et en minorité l'anglais et le français qui sont enseignés dans les écoles publiques.

## Économie
À partir de 1921, les Britanniques décident d'accorder au territoire français de Mahé, ainsi que pour les quatre autres comptoirs français en Inde, dont Pondichéry, le statut de « zone franche », pour convaincre les Français de conserver les cinq comptoirs qui coûtent cher à administrer, répartis tels qu'ils sont aux quatre coins de l'Inde. Ainsi, par exemple, Mahé et les quatre autres comptoirs français (Pondichéry, Kârikal, Yanaon et Chandernagor) peuvent vendre de l'alcool sans taxes, ainsi que d'autres marchandises en duty-free. 
Cette mesure rapporte des devises plutôt aux habitants locaux, mais rien à la France. La présence française, honorifique, fictive et symbolique, est bien vue de la population indigène en général, d'autant plus qu'à partir des années 1920, des nationalistes indiens du Kerala ou de Cochin vont trouver asile en ce territoire officiellement français. Après le départ de ces derniers, en 1954, l'État indien décide en 1956 de conserver le statut de « zone franche » pour les quatre anciens comptoirs français dans l'Inde, qui vont former le territoire de Pondichéry, sauf Chandernagor, qui est intégré dans l'État indien du Bengale-Occidental.

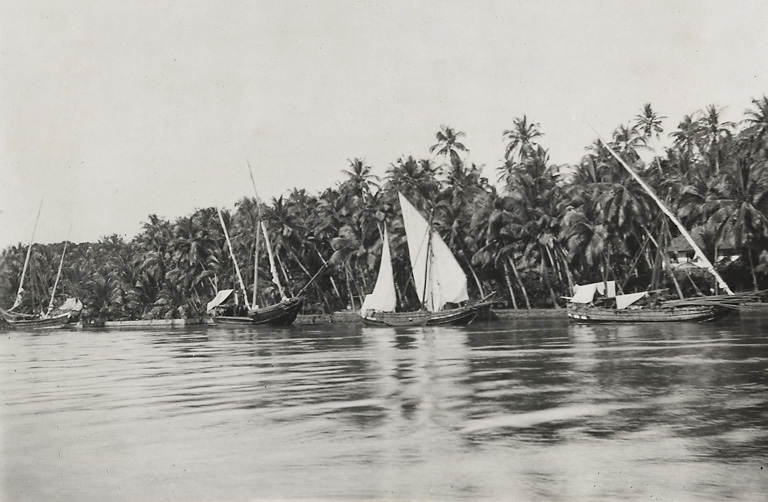
Bateaux de pêche sur la rivière Mahé à proximité du comptoir, XXe siècle.

Actuellement, des entreprises implantées dans les états voisins (comme le Kerala), font transiter certaines marchandises par Mahé pour ne pas payer de taxes. Mais ces transits sont limités, car Mahé n'est pas un grand port, mais plutôt un petit port de pêche, et celui de Pondichéry est très éloigné. Avant 1921, les ressources du comptoir de Mahé sont à trouver dans le domaine de la pêche, et dans diverses entreprises de tissage et de filature. Le petit port reste toutefois misérable et délaissé. Les Français ne savent pas comment valoriser ce petit territoire, enclavé dans les Indes britanniques, ne produisant aucun bénéfice, sans perspectives économiques et devant importer la plupart de ses marchandises par l'intermédiaire des Anglais auxquels la ville reste dépendante. Comme pour les autres enclaves françaises en Inde, la France se détourne d'eux, ne laissant une présence que minimale, et porte son intérêt sur l'Indochine qui offre davantage de perspectives. 

## Histoire

### Toponymie

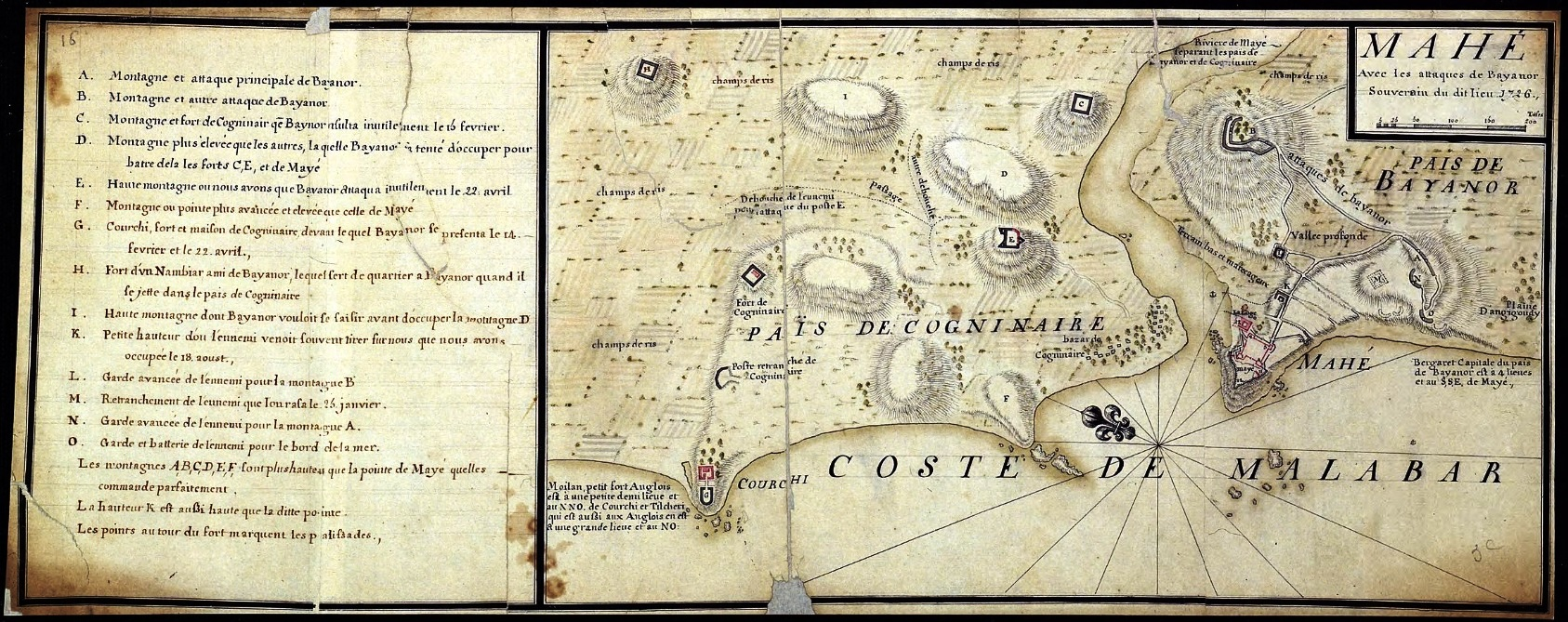
Mahé en 1726, après sa prise de possession par la Compagnie des Indes et la courte guerre contre le souverain indien de la région soutenu par les Anglais.

Le nom originel de la région est Mayyali ce qui signifie « l'embouchure de la rivière noire ». Le nom de Mahé n'a aucun rapport avec le patronyme de Mahé de La Bourdonnais.

### Comptoir européen (1721-1954)
En 1721, André Mollandin, le représentant de la Compagnie française des Indes orientales, parvient à Mahé. Le 2 avril 1721, Mollandin et le râja Vazhunnavar de Badagara concluent un accord permettant aux Français d'établir un comptoir destiné à servir d'entrepôt à l'embouchure du fleuve.
En 1724, un fort est construit. La même année, des forces françaises sont envoyées pour garder ce fort, assiégé par le prince de Malabar à la tête de 11 000 hommes, et lui tiennent tête.
En 1725, les Britanniques persuadent Vazhunnavar d'expulser les Français hors de Mayyali. Un conflit éclate entre la France et ce dernier. Les Français se replient sur Calicut, mais, en décembre, reprennent le comptoir.
En 1741, à la tête d'une escadre armée de moyens de fortune, le capitaine Bertrand-François Mahé de La Bourdonnais libère le comptoir occupé par les Marathes.
Mahé est ensuite occupée par les Britanniques de 1757 à 1763, de 1765 à 1768, de 1772 à 1776, de 1778 à 1783, de 1785 à 1788, et de 1793 à 1817.
Entre 1914 et 1919, la France demande au Royaume-Uni d'administrer le comptoir de Mahé : une cinquantaine de Cipayes de l'Inde britannique assurent l'ordre et l'administration.

### Territoire indien (depuis 1954)
Après l'indépendance indienne de 1947, comme les autres comptoirs, Mahé reste sous juridiction française jusqu'au 13 juin 1954 avant de rejoindre finalement l'Union indienne.